# Čuček

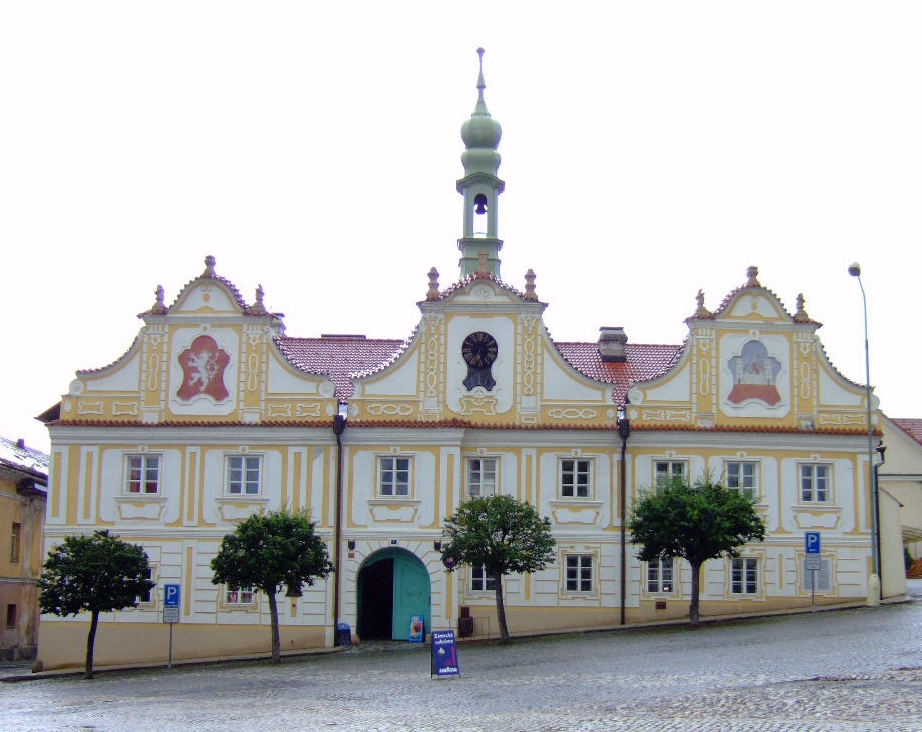
Průčelí radnice v Kašperských Horách s čučky na štítech

Čuček (množné číslo čučky) je architektonický prvek na renesančním průčelí. Objevuje se i na průčelích barokních a klasicistních. Má tvar koule, šištice, kuželky, kalichu nebo vázy a je umístěn na horní straně štítu nebo římsy.